# Rue de l'Île-Mabon
La rue de l'Île-Mabon est une voie publique et un quai de Nantes, en France.

## Situation et accès
Située sur l'île de Nantes, cette artère rectiligne, longue d'environ 200 mètres, qui est bitumée et ouverte à la circulation routière, relie le quai François-Mitterrand à la rue la Tour-d'Auvergne. Elle rencontre la rue La Noue-Bras-de-Fer et la rue des Architectes.

## Origine du nom
Elle porte le nom d'une ancienne île, l'île Mabon située à l'ouest de l'île de Nantes, face à la limite des quais Marquis-d'Aiguillon et Ernest-Renaud. Cette île fut volontairement arasée au début du XXe siècle pour favoriser la circulation fluviale

## Historique
L'artère a été créée vers les années 1860.
La rue porte, à l'origine, le nom d'Anne de Bretagne. Le 22 septembre 1975, le pont situé non loin de là entre le quai de la Fosse et le boulevard Léon-Bureau est achevé, et la décision est prise de le baptiser « pont Anne-de-Bretagne », l'ouvrage plus visible étant plus en rapport avec la notoriété de la duchesse. Le choix est fait de baptiser la voie du nom de « rue de l'Île-Mabon ».
Durant le XXe siècle, le côté Ouest de la voie était exclusivement occupé par les bâtiments industriels de l'entreprise Alsthom, dont il ne reste aujourd'hui que la halle no 1 située au Sud de la rue La Noue-Bras-de-Fer et qui est en cours de réhabilitation afin d'accueillir un pôle technique du quartier de la Création (ateliers à machines, ateliers de montage…), des ateliers d’artistes et d’expérimentation, ainsi qu'un restaurant (livraison prévue en 2017),.
Au Nord de cette rue, le bâtiment Alsthom a été rasé en 2005 pour laisser la place au jardin Mabon.
Face à la halle no 1 se trouvent les bâtiments de la « Direction Technique du Courrier » (DTC) de La Poste occupant eux-mêmes les locaux administratifs de l'ancienne biscuiterie BN.